# Aljakszandra Viktaravna Heraszimenya
Aljakszandra Viktaravna Heraszimenya (Minszk, 1985. december 31. –) olimpiai ezüst- és bronzérmes, világ- és Európa-bajnok fehérorosz úszónő.
A 2012-es londoni olimpián 50 méteres és 100 méteres gyorsúszásban is ezüstérmet szerzett, míg négy évvel később, a riói olimpián 50 méteres gyorsúszásban végzett bronzérmet érő pozícióban. 50 méteres medencében világ- és Európa-bajnok, csakúgy mint rövid pályán. Ötszörös Universiade-győztes. A gyorsúszó számok mellett hátúszásban versenyzett.

## Sportpályafutása
Pályafutása elején, 2003-ban négyéves eltiltást kapott, amelyet később megfeleztek, így két évet kellett kihagynia. Legjobb eredményeit 2010 és 2012 között érte el. A Budapesten rendezett 2010-es úszó-Európa-bajnokságon 50 méteres hátúszásban aranyérmet, 50 méteres gyorsúszásban ezüstérmet nyert.
A 2011-es úszó-világbajnokságon a dán Jeanette Ottesennel holtversenyben nyerte meg a 100 méteres gyorsúszás döntőjét.
A 2012-es londoni nyári olimpián két ezüstérmet szerzett 50 és 100 méteres gyorsúszásban, mindkét alkalommal a távokon új olimpiai csúcsokat úszó holland Ranomi Kromowidjojo mögött célba érve.
A 2012-es rövid pályás úszó-világbajnokságon és az ugyancsak az év végén megrendezett rövid pályás Európa-bajnokságon is aranyérmet nyert 50 méteres gyorsúszásban.
A 2013-as nyári universiadén három aranyérmet és egy ezüstérmet nyert, mindemellett 50 méteres gyorsúszásban sorozatban harmadszor végzett első helyen az „egyetemi olimpián”.
A 2016-os riói nyári olimpián 50 méteres gyorsúszásban bronzérmes volt.
2019. augusztus 7-én jelentette be, hogy felhagy a versenysporttal.

## Családja
Házas, egy gyermeke van, Szófia, aki 2018. szeptember 17-én született.

## Díjai, kitüntetései
- A Haza szolgálatáért érdemrend 3. fokozata (2012).[8]
- Becsületrend (2016).[9]

## Rekordjai
| Versenyszám                                      | Időeredmény | Rendezvény                                 | Helyszín  | Dátum              |
| 50 méter gyors                                   | 24,28       | 2012-es nyári olimpia                      | London    | 2012. augusztus 4. |
| 100 méter gyors                                  | 53,38       | 2012-es nyári olimpia                      | London    | 2012. augusztus 2. |
| 50 méter hát                                     | 27,57       | 2009-es úszó-világbajnokság                | Róma      | 2009. július 29.   |
| Egyéni rekordjai rövid pályás versenyeken (25 m) |             |                                            |           |                    |
| 50 méter gyors                                   | 23,64       | 2012-es rövid pályás úszó-világbajnokság   | Isztambul | 2012. december 16. |
| 100 méter gyors                                  | 52,77       | Duel in the Pool                           | Atlanta   | 2011. december 16. |
| 50 méter hát                                     | 26,12       | 2009-es rövid pályás úszó-Európa-bajnokság | Isztambul | 2009. december 12. |

## További információ
- Aljakszandra Viktaravna Heraszimenya profilja az Olympedia oldalán (angolul)